# Bahnstrecke Pyy–Veitsiluoto
| Streckenlänge: | etwa 6 km                |                                                     |                                                     |
| Spurweite: | 1524 mm (Russische Spur) |                                                     |                                                     |
| |                          |                                                     |                                                     |
| \| \| \| Bahnstrecke Oulu–Tornio von Tornio \| \| \| \| 853,630 \| Pyy (1. Juni 1944–1. Jan. 1954; P bis 1. Okt. 1951) \| Pyy (1. Juni 1944–1. Jan. 1954; P bis 1. Okt. 1951) \| \| \| \| Bahnstrecke Oulu–Tornio nach Oulu \| \| \| \| 856,400 \| Hepola (15. Feb. 1936–1. Juni 1949) \| Hepola (15. Feb. 1936–1. Juni 1949) \| \| \| \| \| \| \| \| 857,800 \| Rytikari (15. Feb. 1936–1. Juni 1949) \| Rytikari (15. Feb. 1936–1. Juni 1949) \| \| \| 858,900 \| Veitsiluoto (15. Feb. 1936–1. Juni 1949) \| Veitsiluoto (15. Feb. 1936–1. Juni 1949) \| |                          |                                                     |                                                     |
| Strecke |                          | Bahnstrecke Oulu–Tornio von Tornio                  | Bahnstrecke Oulu–Tornio von Tornio                  |
| ehemaliger Bahnhof | 853,630                  | Pyy (1. Juni 1944–1. Jan. 1954; P bis 1. Okt. 1951) | Pyy (1. Juni 1944–1. Jan. 1954; P bis 1. Okt. 1951) |
| Abzweig ehemals geradeaus und nach links |                          | Bahnstrecke Oulu–Tornio nach Oulu                   | Bahnstrecke Oulu–Tornio nach Oulu                   |
| Haltepunkt / Haltestelle (Strecke außer Betrieb) | 856,400                  | Hepola (15. Feb. 1936–1. Juni 1949)                 | Hepola (15. Feb. 1936–1. Juni 1949)                 |
| Brücke über Wasserlauf (Strecke außer Betrieb) |                          |                                                     |                                                     |
| Haltepunkt / Haltestelle (Strecke außer Betrieb) | 857,800                  | Rytikari (15. Feb. 1936–1. Juni 1949)               | Rytikari (15. Feb. 1936–1. Juni 1949)               |
| Kopfbahnhof Streckenende (Strecke außer Betrieb) | 858,900                  | Veitsiluoto (15. Feb. 1936–1. Juni 1949)            | Veitsiluoto (15. Feb. 1936–1. Juni 1949)            |

Die Bahnstrecke Pyy–Veitsiluoto war eine Bahnstrecke in Finnland. Sie war mit Anschlussgleisen rund sechs Kilometer lang. Eigentümer der Strecke war der finnische Staat. Betrieben wurde sie vom staatlichen Bahnunternehmen VR-Yhtymä.
Sie zweigte südlich des Bahnhofs Kemi an der Haltestelle Pyy von der Bahnstrecke Oulu–Tornio ab und führte über Hepola und Rytikari zur Papierfabrik Veitsiluoto und zum Hafen nach Veitsiluoto.

## Geschichte
Die 1936 gebaute Strecke war etwa sechs Kilometer lang. Die Haltestellen wurden im Dezember 1942 für den Personenverkehr freigegeben. Sie führte über die Eteläntie, querte die Staatsstraße 4 / E75, führte entlang der Veitsiluodontie und überquerte die Isoruonaoja-Brücke.
Aufgrund des kriegsbedingten Mangels an Bussen wurden mehrere Busverbindungen zwischen Kemi und Veitsiluoto eingestellt. Um diese Verkehrsprobleme zu besprechen, wurde am 10. November 1942 in Veitsiluoto eine Versammlung abgehalten, in der die Aufnahme des Personenzugverkehrs gefordert wurde. Jalmar Castrén, Generaldirektor der Finnischen Eisenbahnen, der am nächsten Tag in Kemi ankam, hatte noch keinen Zugverkehr zugesagt. Jedoch war am Ende der Strecke bereits ein Bahnsteig gebaut worden. Im Dezember 1942 wurde der Personenzugverkehr mit vier täglichen Zugpaaren aufgenommen. Die Züge wurden aus zwei bis drei alten Personenwagen und einem Dienstwagen gebildet.
Bedient wurden die Haltestellen in Rytikari und Hepola. Die Züge hielten auch an den Haltestellen Pyy, Nälli, Ritikka, Kulma und Peurasaari auf der Hauptstrecke in Richtung Kemi. An Werktagen wurden später bis zu zehn Zugpaare gefahren sowie ein Paar an Sonntagen.
Die Kinder der Arbeiter der Papierfabrik Veitsiluoto erhielten Fahrkarten für die Züge für ihre Klassenfahrten nach Kemi. Am 31. Mai 1949 fuhr der letzte Personenzug, am 1. Juni 1949 wurde der Busverkehr wieder aufgenommen.
Der Güterverkehr wurde bis 1960 durchgeführt. Dann wurde über Ajos eine neue Strecke nach Veitsiluoto gebaut und im selben Jahr die alte Strecke abgerissen.
Nach dem Abbau der Strecke wurde über den Isoruonaoja eine Holzbrücke gebaut. Entlang der alten Bahnlinie wurde zwischen 1960 und 2009 streckenweise der Weg ins Zentrum von Kemi begradigt. Die ehemalige Strecke wurde unter anderem von Joggern und Radfahrern genutzt.
Im Zusammenhang mit dem Bau der Autobahn 2009/2010 wurde eine neue leichte Brücke über den Isoruonaoja gebaut, obwohl die im Herbst 2010 für den Verkehr freigegebene Autobahn die alte Strecke durchschnitten hat.

## Unfälle
Im Personenverkehr kam es zu drei Unfällen, der erste bereits 1942, als Personen noch in Güterwagen befördert wurden, bevor der offizielle Personenverkehr begann. An der Ruonanoja-Kurve entgleiste ein gedeckter Güterwagen, wodurch die Fahrgäste herausgeschleudert wurden. Ein Schüler wurde unter dem Wagen begraben, überlebte aber unverletzt.
Ein weiterer schwererer Unfall ereignete sich am 18. November 1943. Der Zug, der um 13.30 Uhr von Veitsiluoto nach Kemi fuhr, entgleiste in der Nähe der Ruonanoja-Brücke. Der Zug bestand aus drei Reisezugwagen sowie einem Dienstwagen für das Personal. Ein Dutzend Passagiere wurden verletzt, zwei davon schwer.
Der dritte Unfall ereignete sich 1947. Helsingin Sanomat berichtete am 28. Januar 1947, dass ein Nahverkehrszug auf dem Weg von Kemi nach Veitsiluoto mit einem in die entgegengesetzte Richtung fahrenden Bus der Miilumäki Oy an einem unbewachten Bahnübergang auf der Straße von Oulu kollidierte, wobei sechs Menschen getötet und Dutzende verletzt wurden.